# Trias Romana
Trias Romana ist der Titel einer von Matthias Grünewald geschaffenen Kreidezeichnung. Sie befindet sich heute im Kupferstichkabinett der Staatlichen Museen in Berlin. Es zählt zum Spätwerk Grünewalds und ist etwa um 1525 geschaffen wurden. Die Maße des Bildes betragen 27,2 auf 19,9 Zentimeter.

## Bilddarstellung
Auf bräunlichen Papier hat Grünewald hier in einer Kreidezeichnung drei Köpfe geschaffen, die auf einem einzigen Hals aufzusitzen und am Hinterkopf zusammengewachsen zu sein scheinen. Umrahmt sind sie von einer Gloriole, einem Heiligenschein. Links von der Mitte des unteren Bildrandes befindet sich das Monogramm Grünewalds. Es zeigt ein „G“, über dem ein „M“ liegt. Es handelt sich um das letzte bekannte Werk von Matthias Grünewald und entstand nach der Schaffung der Tafelgemälde für den Altar in Tauberbischofsheim. 

## Interpretationen
Die heute durchgängig akzeptierte Interpretation der Zeichnung geht auf den Kunsthistoriker Emil Markert zurück, der 1943 den Zusammenhang zwischen dieser Zeichnung und einer zu Lebzeiten Grünewalds weit verbreiteten Kampfschrift von Ulrich von Hutten herstellte. Die Kampfschrift erschien 1520 und trug den Titel „Vadiscus sive Trias Romana“. Daraus leitet sich der Titel des Blattes ab, mit dem die Kunstgeschichte heute dieses Blatt bezeichnet. Ulrich von Hutten griff in dieser Schrift wiederholt die Katholische Kirche an, in dem er ihnen verschiedene Laster vorwarf und dies häufig in einer Dreierform tat. So heißt es an einer Stelle:
Dry ding hand mich gefochten an,
das ich der wält gäb zu verstan,
Was jetz zu Rom wär die lasantz
sprich ich dry ding regierens gantz:
Hoffart, unküschheit vmder gydt
Grünewalds Zeichnung scheint sich direkt auf diese Stelle zu beziehen. Der linke Kopf ist in einer Weise dargestellt, wie sie in Priester-Karikaturen der damaligen Zeit häufig anzutreffen waren. Faulheit und Fresssucht haben die Gestalt aufgetrieben; die Warze an der Nase ist möglicherweise der Hinweis auf die Syphilis, die zur damaligen Zeit stark grassierte. Der linke Kopf wäre damit die der „unküschheit“. Der mittlere Kopf weist eingefallene, hagere Züge auf und hat einen stechenden Augenausdruck. Diese Charakterzüge dienten häufig zur künstlerischen Darstellung von Habsucht und Geiz, dem „gydt“ in der Sprache Huttens.
Der letzte Kopf, der von den dreien am wenigsten deutlich zu erkennen ist, hat seinen Blick zum Himmel gerichtet. Der Mund ist offen. Er stellt in dieser Interpretation die Hoffart dar.

## Die kunstgeschichtliche Bedeutung
Das Blatt ist das letzte Zeugnis aus der Hand von Grünewald. Es ist auch das einzige Blatt oder Gemälde, in der er Ereignisse seiner Zeit thematisiert. Da er hier eine Schrift der reformatorischen Kräfte künstlerisch umsetzt, wird dies als Indiz bewertet, dass er einer radikalen Erneuerung der Kirche offen gegenüberstand. 